# Relevo (sitio web)
Relevo fue un diario deportivo en línea escrito en español y con sede en Madrid. Se lanzó el 6 de octubre de 2022, y era propiedad del grupo de medios español Vocento. Cubría deportes nacionales e internacionales, con un enfoque en la generación Z y la audiencia millennial. Cerró el 29 de mayo de 2025. 

## Historia
Óscar Campillo, exeditor de Marca y posteriormente director de Relaciones Públicas de Vocento, empezó a desarrollar el proyecto en diciembre de 2021, apoyado por un pequeño grupo de experiodistas de Marca y As. En mayo de 2021, Relevo inició un hilo en Twitter donde se mantiene un recuento del equipo. En octubre de 2022, este hilo presentaba a 73 personas.
Relevo comenzó a publicar contenido en TikTok en mayo de 2022. En las semanas siguientes, lanzó perfiles en Twitter e Instagram, así como un show en vivo diario de 3 horas entre semana en Twitch. En octubre de 2022, Relevo había acumulado un seguimiento combinado de 312.000 perfiles de usuario entre las cuatro plataformas.
Se lanzó el 6 de octubre de 2022, después de cuatro meses de brindar cobertura editorial en TikTok, Twitch, Instagram y Twitter. El lanzamiento de Relevo en las redes sociales fue cubierto por personas expertas en medios españoles como un ejemplo de una estrategia exitosa para generar seguidores en las redes sociales.

## Contenido y características
Relevo se centra en temas relacionados con el deporte. Esto difiere de la tendencia de diversificar el contenido observada en los principales sitios web deportivos españoles, como Marca y Diario As. Relevo afirmó evitar técnicas de clickbait para atraer personas lectoras.
La cobertura de Relevo incluye una combinación de informes originales, videos y análisis en profundidad. Su modelo de negocio es "sólo publicidad". Vocento afirmó en 2022 que no esperaba que el proyecto tuviera un EBITDA positivo hasta 2025.